# E forse sono pazzo
E forse sono pazzo è il primo album in studio del cantautore italiano Diodato, pubblicato il 26 aprile 2013 da Le Narcisse.

## Descrizione
Il disco è stato prodotto da Daniele Tortora e registrato presso il Clivo Studio e il Nowhere Studio di Roma.
Dopo la partecipazione al Festival di Sanremo 2014, l'album è stato ristampato con l'aggiunta del brano Babilonia, giunto secondo nella sezione "Nuove Proposte" della manifestazione.

## Tracce
1. Mi fai morire – 2:43
2. Ubriaco – 3:42
3. Ma che vuoi – 2:48
4. E forse sono pazzo – 4:09
5. I miei demoni – 3:09
6. Panico – 3:07
7. Capello bianco – 5:37
8. Patologia – 5:28
9. Amore che vieni, amore che vai – 4:12
10. Se solo avessi un altro – 3:43
11. E non so neanche tu chi sei – 4:03
12. Gli alberi – 4:29

Tracce bonus nella riedizione del 2014
1. Babilonia – 3:25
2. I miei demoni (Live at Angelo Mai, Roma) – 4:07

## Formazione
- Diodato – voce, cori, fischi, aqua bells, pianoforte, batteria
- Duilio Galioto – organo Hammond, pianoforte, mellotron, cori, altri strumenti
- Daniele Fiaschi – chitarra elettrica, chitarra acustica, cori
- Alessandro Pizzonia – batteria, percussioni, tamburello, cori
- Daniele Tortora – shaker, programmazione, chitarra, tastiera, cori
- Simone De Filippis – strumentazione giocattolo
- Angelo Maria Santisi – violoncello